# 格里扎纳莫兰迪
格里扎纳莫兰迪是意大利艾米利亚-罗马涅大区博洛尼亚省的一个镇，距离大区首府博洛尼亚约30公里。
格里扎纳莫兰迪原名为格里扎纳，1985年，为纪念意大利画家乔治·莫兰迪而改为现名。乔治·莫兰迪居住并工作在博洛尼亚，但自1913年开始每年都会来格里扎纳度夏，其许多作品都是以格里扎纳及周边的风景为基础而创作的。